# Magnus II. (Norwegen)
Magnus II. (* 1048; † 28. April 1069) war von 1066 bis 1069 König von Norwegen.
Magnus wurde im Jahr 1066 von seinem Vater Harald Hardråde zum König von Norwegen gekrönt, bevor er Norwegen verließ, um England zu erobern. Dabei wurde Harald von seinem zweiten Sohn Olav begleitet. Nachdem Harald Hardråde bei der Schlacht von Stamford Bridge gefallen war, ging Olav zunächst nach Orkney und kehrte 1067 nach Norwegen zurück. Zurück in Norwegen verlangte er sein Erbe, so musste Magnus sich Norwegen mit seinem Bruder teilen. Magnus erhielt dabei die nördliche Hälfte des Landes. Die Teilung Norwegens führte zu ständigen kriegerischen Auseinandersetzungen der Brüder untereinander.